# Speculum (plant)

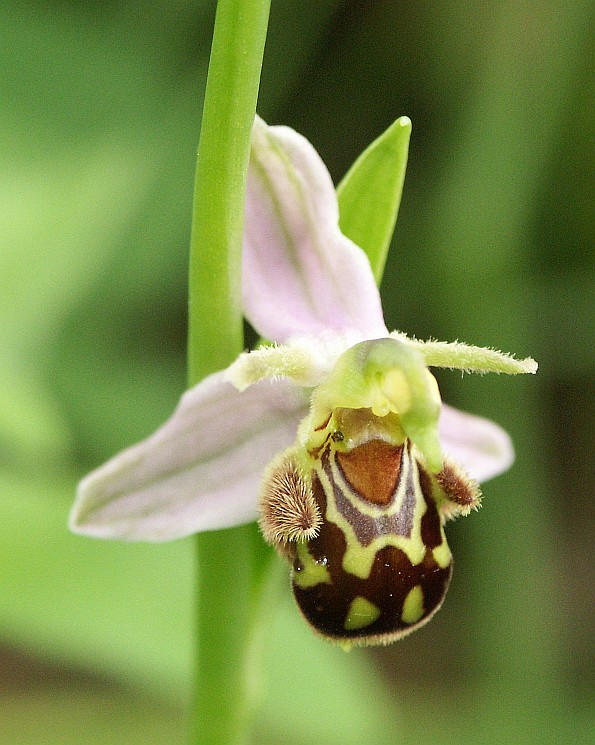
Bijenorchis (Ophrys apifera) met H-vormig speculum afgeboord met gele rand

Een speculum in de plantenanatomie is een opvallende vlek op de lip van orchideeën van het geslacht spiegelorchis (Ophrys). 
Deze vlek heeft meestal de vorm van een 'H' of een 'X', het binnenveld is feller gekleurd dan de rest van de lip en wordt afgebiesd met een rand van een lichtere kleur.
Het speculum speelt een rol bij het aanlokken van bestuivers. Het imiteert de vleugels van een insect (mimicry), dat daardoor misleid wordt en zal trachten met de bloem te paren. Voor meer informatie, zie spiegelorchis.